# S-Mode
Az S-Mode #1 Okui Maszami első válogatásalbuma, mely 2001. március 21-én jelent meg a King Records kiadó jóvoltából.

## Érdekességek
- Az album 2 CD-t tartalmaz, az első CD-n az énekesnő első nyolc kislemezének dalai hallhatóak eredeti változatukban. Ezek 1993-1995 között jelentek meg.
- A második CD-n olyan feldolgozások hallhatóak, melyeket mások énekeltek fel, de a dalokat Okui Maszami írta, és a saját változatában felénekelte a dalokat. Valamint egy vadonatúj dal.
- Az album egyszerre jelent meg az énekesnő új, Megami ni Naritai (For a Yours) kislemezével.

## Dalok listája

### CD1
1. Dare jori mo zutto... (誰よりもずっと...?) 3:38
2. Jume ni konnicsiva (Tanosii Willow Town) (夢にこんにちは -楽しいウイロータウン-?) 3:10
3. Liverpool e oide (リバプールへおいで?) 2:33
4. I Was Born to Fall in Love 4:33
5. Full Up Mind 4:01
6. Reincarnation 3:56
7. Rjóte ippai no jume (両手いっぱいの夢?) 4:09
8. My Jolly Days 5:39
9. Beats the Band 4:49
10. It’s Destiny (jatto mguri aeta) (It's DESTINY ～やっと巡り会えた～?) 5:21
11. Live Alone (szennen tattemo) (Live alone…千年たっても?) 3:54
12. Get Along 4:08
  - Közreműködik: Hajasibara Megumi
13. Kujikenaikara! 4:33
  - Közreműködik: Hajasibara Megumi
14. Mask 4:26
  - Közreműködik Macumura Kacumi
15. Love is Fire 4:42

### CD2
1. Ranbu (乱舞?) 4:31
2. Isso ni (いっしょに?) 4:59
3. But But But 4:46
4. 1 2 3 4:09
5. Ame no Faraway (雨のFaraway?) 5:21
6. Secret (dareka no Message) (Secret〜誰かのメッセージ〜?) 5:01
7. Someday 5:36
8. Szennicsite (千日手?) (bónusz dal) 3:13